# Skisprung-Grand-Prix

Logo des Sommer Grandprix Spezialsprunglauf

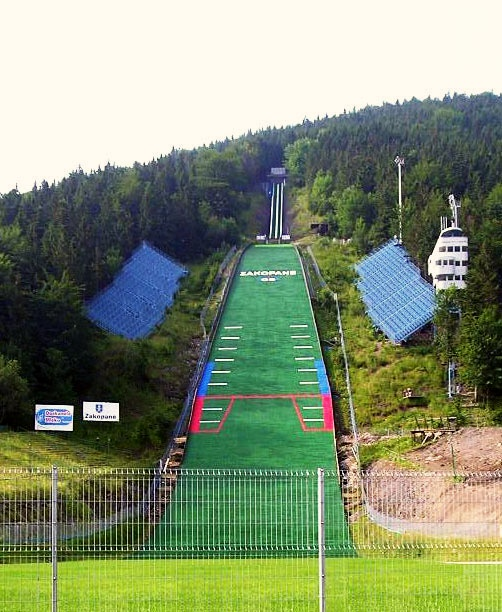
Die Sprungschanze von Zakopane im Sommer; der Mattenbelag ist gut zu erkennen

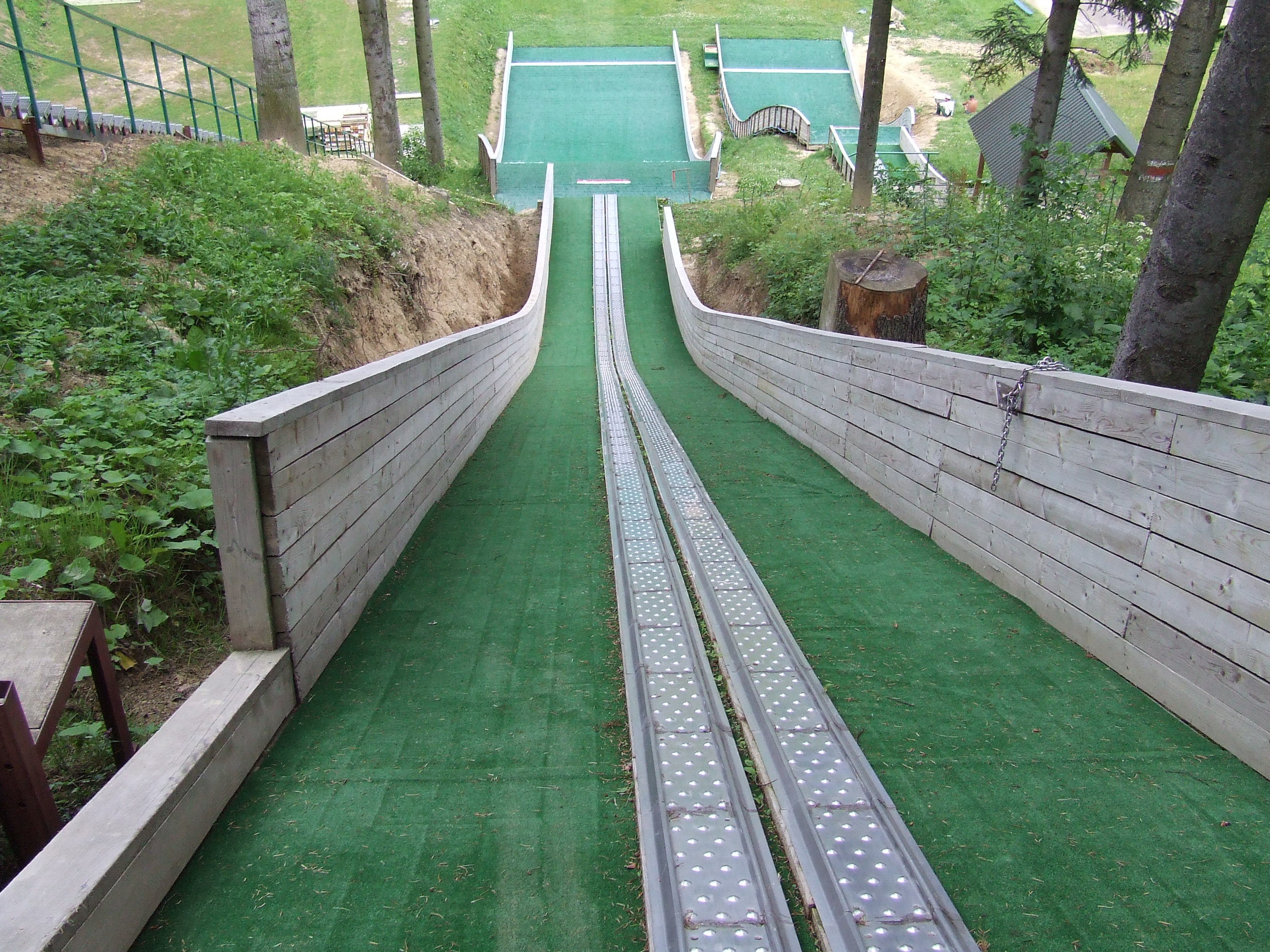
Die Keramikspur der Sprungschanze von Zakucie

Der Skisprung-Grand-Prix (offizielle Bezeichnung FIS Grand Prix Skispringen) ist eine Serie von Skisprung-Wettbewerben, die im Sommer auf Mattenschanzen mit Keramikanlaufspuren ausgetragen werden. Häufig wird er als Sommer-Grand-Prix oder Sommer-GP bezeichnet.

## Geschichte
Erfunden wurde das Mattenspringen für Trainingszwecke Mitte des 20. Jahrhunderts. Als Erfinder gilt der ehemalige DDR-Nationaltrainer Hans Renner.
Als offizieller Wettbewerb wurde der Sommer-GP erstmals 1994 durchgeführt.

## Regeln
Es gelten die Regeln des Skisprung-Weltcups im Winter.
Startberechtigt sind Springer, die bereits Punkte im Weltcup oder beim Sommer-Grand-Prix erreicht haben, sowie Springer, die im Continental-Cup des Vorjahres oder der laufenden Saison mindestens einen Punkt erzielt haben.
Die Wertung erfolgt nach dem FIS-Punktesystem.
Zu den Anforderungen an die Veranstalter gehören unter anderem ein gültiges FIS-Zertifikat, ein Aufzug/Sessellift und ein Aufwärmraum.

## Ablauf
- Qualifikation

Im Normalfall gibt es einen Qualifikationsdurchgang.
- Erster Wertungsdurchgang

Die besten 50 der Qualifikation dürfen am ersten Wertungsdurchgang teilnehmen.
- Zweiter Wertungsdurchgang

Am Finaldurchgang dürfen die besten 30 des ersten Wertungsdurchgangs teilnehmen.
Sollte der Qualifikationsdurchgang an einem anderen Tag als der Wettbewerb stattfinden, gibt es vor dem ersten Wertungsdurchgang einen Probedurchgang.

## Andere Sportarten
Seit 1998 gibt es auch für Nordische Kombinierer einen Sommer-Grand-Prix, die offizielle Bezeichnung lautet FIS Summer Grand Prix Nordic Combined.

## Skisprung-Grand-Prix – Gewinner

### Männer

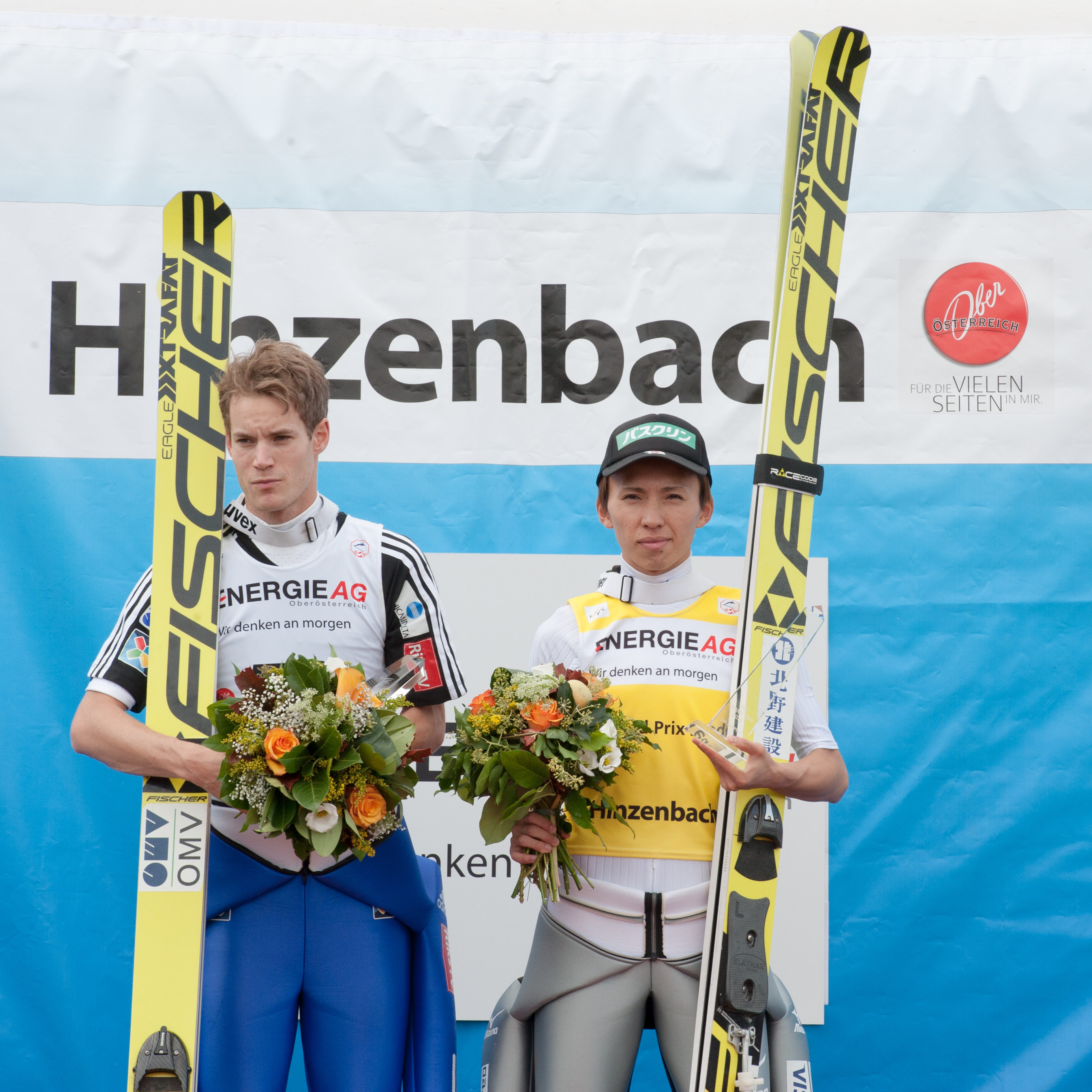
Siegerehrung 2015: (v.l.) Kenneth Gangnes, Kento Sakuyama

| Saison | Sieger                | Zweiter              | Dritter               | Siegernation |
| ------ | --------------------- | -------------------- | --------------------- | ------------ |
| 1994   | Takanobu Okabe        | Ari-Pekka Nikkola    | Andreas Goldberger    | –            |
| 1995   | Andreas Goldberger    | Kazuyoshi Funaki     | Ari-Pekka Nikkola     | –            |
| 1996   | Ari-Pekka Nikkola     | Mika Antero Laitinen | Masahiko Harada       | –            |
| 1997   | Masahiko Harada       | Espen Bredesen       | Martin Höllwarth      | –            |
| 1998   | Masahiko Harada       | Kazuyoshi Funaki     | Martin Schmitt        | –            |
| 1999   | Sven Hannawald        | Andreas Goldberger   | Janne Ahonen          | Japan        |
| 2000   | Janne Ahonen          | Matti Hautamäki      | Hideharu Miyahira     | Finnland     |
| 2001   | Adam Małysz           | Andreas Goldberger   | Stefan Horngacher     | Österreich   |
| 2002   | Andreas Widhölzl      | Clint Jones          | Janne Ahonen          | Österreich   |
| 2003   | Thomas Morgenstern    | Akseli Kokkonen      | Martin Höllwarth      | Österreich   |
| 2004   | Adam Małysz           | Martin Höllwarth     | Daniel Forfang        | Österreich   |
| 2005   | Jakub Janda           | Wolfgang Loitzl      | Thomas Morgenstern    | Österreich   |
| 2006   | Adam Małysz           | Wolfgang Loitzl      | Andreas Kofler        | Österreich   |
| 2007   | Thomas Morgenstern    | Adam Małysz          | Gregor Schlierenzauer | Österreich   |
| 2008   | Gregor Schlierenzauer | Simon Ammann         | Michael Uhrmann       | Österreich   |
| 2009   | Simon Ammann          | Robert Kranjec       | Adam Małysz           | Norwegen     |
| 2010   | Daiki Itō             | Kamil Stoch          | Adam Małysz           | Polen        |
| 2011   | Thomas Morgenstern    | Kamil Stoch          | Tom Hilde             | Österreich   |
| 2012   | Andreas Wank          | Jurij Tepeš          | Taku Takeuchi         | Japan        |
| 2013   | Andreas Wellinger     | Jernej Damjan        | Anders Bardal         | Deutschland  |
| 2014   | Jernej Damjan         | Phillip Sjøen        | Taku Takeuchi         | Norwegen     |
| 2015   | Kento Sakuyama        | Kenneth Gangnes      | Robert Kranjec        | Deutschland  |
| 2016   | Maciej Kot            | Andreas Wellinger    | Kamil Stoch           | Polen        |
| 2017   | Dawid Kubacki         | Anže Lanišek         | Junshirō Kobayashi    | Polen        |
| 2018   | Jewgeni Klimow        | Karl Geiger          | Piotr Żyła            | Polen        |
| 2019   | Dawid Kubacki         | Yukiya Satō          | Timi Zajc             | Japan        |
| 2020   | Dawid Kubacki         | Kamil Stoch          | Piotr Żyła            | Polen        |
| 2021   | Halvor Egner Granerud | Dawid Kubacki        | Jan Hörl              | Norwegen     |
| 2022   | Dawid Kubacki         | Manuel Fettner       | Kamil Stoch           | Polen        |
| 2023   | Wladimir Sografski    | Gregor Deschwanden   | Ren Nikaidō           | Österreich   |
| 2024   | Paweł Wąsek           | Stefan Kraft         | Marius Lindvik        | Österreich   |

### Frauen

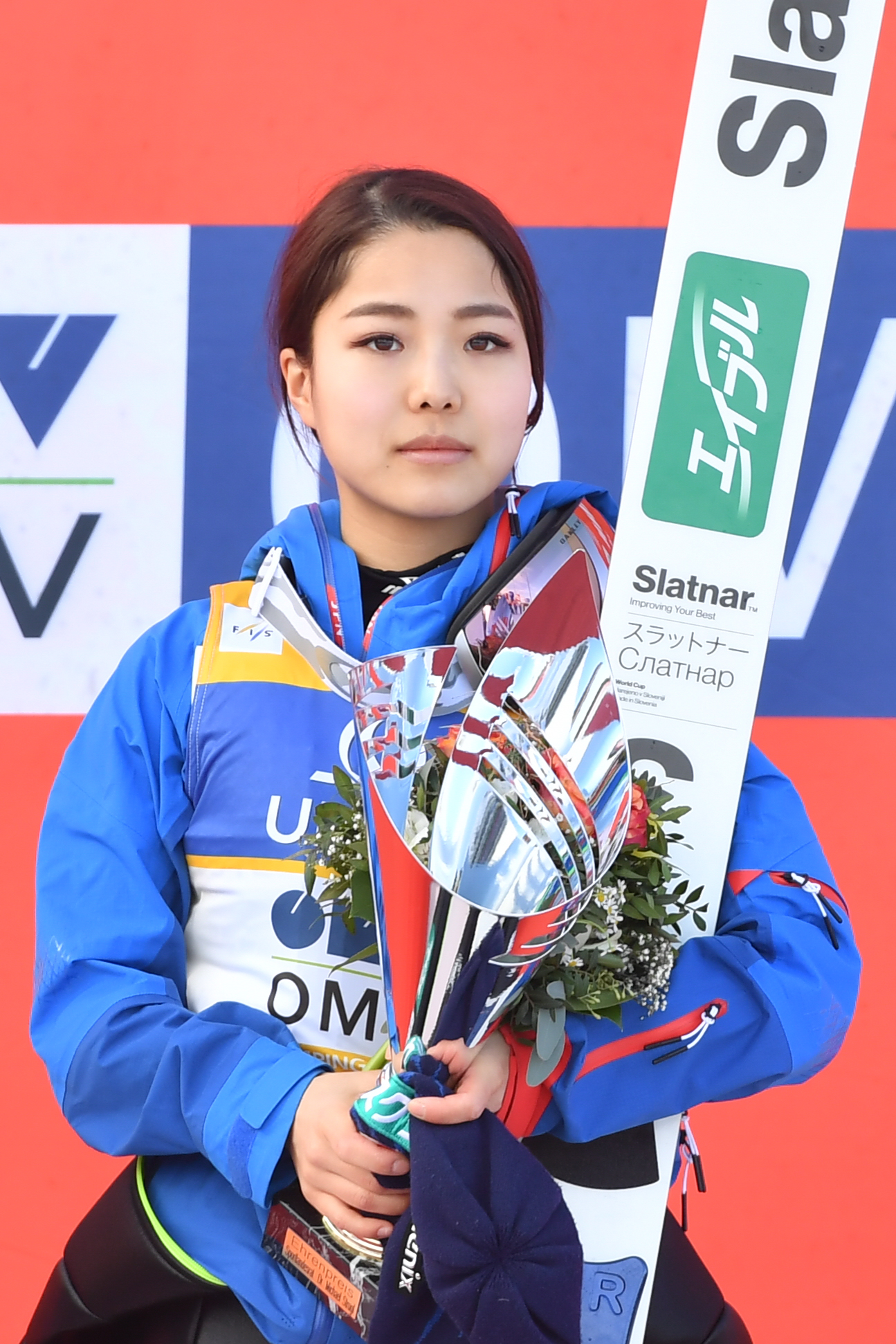
Sara Takanashi 2017 in Hinzenbach

| Saison | Siegerin                    | Zweite              | Dritte             | Siegernation |
| ------ | --------------------------- | ------------------- | ------------------ | ------------ |
| 2012   | Sara Takanashi              | Alexandra Pretorius | Daniela Iraschko   | Japan        |
| 2013   | Sara Takanashi              | Coline Mattel       | Katja Požun        | Japan        |
| 2015   | Sara Takanashi              | Yūki Itō            | Nita Englund       | Japan        |
| 2014   | Sara Takanashi              | Katharina Althaus   | Irina Awwakumowa   | Japan        |
| 2016   | Sara Takanashi              | Carina Vogt         | Irina Awwakumowa   | Japan        |
| 2017   | Sara Takanashi              | Irina Awwakumowa    | Maren Lundby       | Japan        |
| 2018   | Sara Takanashi              | Ema Klinec          | Maren Lundby       | Japan        |
| 2019   | Sara Takanashi Nika Križnar |                     | Juliane Seyfarth   | Slowenien    |
| 2020   | Nika Križnar                | Marita Kramer       | Ema Klinec         | Slowenien    |
| 2021   | Urša Bogataj                | Sara Takanashi      | Marita Kramer      | Slowenien    |
| 2022   | Urša Bogataj                | Nika Križnar        | Joséphine Pagnier  | Slowenien    |
| 2023   | Nika Križnar                | Sara Takanashi      | Alexandria Loutitt | Slowenien    |
| 2024   | Lara Malsiner               | Annika Sieff        | Sara Takanashi     | Japan        |

## Bestenliste nach Grand-Prix-Siegen

### Männer

#### Einzel
Die Liste enthält sämtliche Skispringer, die ein Springen im Rahmen des Skisprung-Grand-Prix in einer Einzeldisziplin für sich entscheiden konnten. Namen in Fettschrift bezeichnen aktive Athleten. Die Liste enthält 80 Springer. Stand: 7. Oktober 2023
| Platz | Name                  | Anzahl |
| ----- | --------------------- | ------ |
| 01.   | Dawid Kubacki         | 14     |
| 02.   | Adam Małysz           | 13     |
|       | Gregor Schlierenzauer | 13     |
| 04.   | Kamil Stoch           | 12     |
| 05.   | Masahiko Harada       | 10     |
|       | Thomas Morgenstern    | 10     |
| 07.   | Andreas Widhölzl      | 09     |
| 08.   | Maciej Kot            | 07     |
| 09.   | Simon Ammann          | 06     |
| 10.   | Janne Ahonen          | 05     |
|       | Jakub Janda           | 05     |
|       | Ryōyū Kobayashi       | 05     |
|       | Andreas Wellinger     | 05     |
| 14.   | Takanobu Okabe        | 04     |
| 15.   | Gregor Deschwanden    | 03     |
|       | Severin Freund        | 03     |
|       | Karl Geiger           | 03     |
|       | Halvor Egner Granerud | 03     |
|       | Martin Höllwarth      | 03     |
|       | Daiki Itō             | 03     |
|       | Junshirō Kobayashi    | 03     |
|       | Robert Kranjec        | 03     |
|       | Anže Lanišek          | 03     |
|       | Wladimir Sografski    | 03     |
|       | Taku Takeuchi         | 03     |
|       | Andreas Wank          | 03     |
| 27.   | Anders Bardal         | 02     |

| Platz | Name                | Anzahl |
| ----- | ------------------- | ------ |
|       | Jernej Damjan       | 02     |
|       | Manuel Fettner      | 02     |
|       | Daniel Forfang      | 02     |
|       | Richard Freitag     | 02     |
|       | Kazuyoshi Funaki    | 02     |
|       | Kenneth Gangnes     | 02     |
|       | Sven Hannawald      | 02     |
|       | Janne Happonen      | 02     |
|       | Tom Hilde           | 02     |
|       | Stefan Horngacher   | 02     |
|       | Noriaki Kasai       | 02     |
|       | Andreas Kofler      | 02     |
|       | Andreas Küttel      | 02     |
|       | Hideharu Miyahira   | 02     |
|       | Ari-Pekka Nikkola   | 02     |
|       | Bjørn Einar Romøren | 02     |
|       | Phillip Sjøen       | 02     |
|       | Georg Späth         | 02     |
|       | Jurij Tepeš         | 02     |
|       | Timi Zajc           | 02     |
|       | Stefan Kraft        | 02     |
|       | Piotr Żyła          | 02     |
| 50.   | Krzysztof Biegun    | 01     |
|       | Espen Bredesen      | 01     |
|       | Roberto Cecon       | 01     |
|       | Nicolas Dessum      | 01     |
|       | Karl-Heinz Dorner   | 01     |

| Platz | Name               | Anzahl |
| ----- | ------------------ | ------ |
|       | Anders Fannemel    | 01     |
|       | Andreas Goldberger | 01     |
|       | Matti Hautamäki    | 01     |
|       | Daniel Huber       | 01     |
|       | Anders Jacobsen    | 01     |
|       | Jewgeni Klimow     | 01     |
|       | Akseli Kokkonen    | 01     |
|       | Roman Koudelka     | 01     |
|       | Zbyněk Krompolc    | 01     |
|       | Mika Laitinen      | 01     |
|       | Wolfgang Loitzl    | 01     |
|       | Maximilian Mechler | 01     |
|       | Michael Neumayer   | 01     |
|       | Harri Olli         | 01     |
|       | Sigurd Pettersen   | 01     |
|       | Peter Prevc        | 01     |
|       | Matjaž Pungertar   | 01     |
|       | Kento Sakuyama     | 01     |
|       | Martin Schmitt     | 01     |
|       | Anže Semenič       | 01     |
|       | Reruhi Shimizu     | 01     |
|       | Andreas Stjernen   | 01     |
|       | Shōhei Tochimoto   | 01     |
|       | Jakub Wolny        | 01     |
|       | Yukiya Satō        | 01     |
|       | Ren Nikaidō        | 01     |

#### Mannschaft
Stand: 8. Oktober 2023
| Platz | Name        | Anzahl |
| ----- | ----------- | ------ |
| 1.    | Österreich  | 8      |
| 2.    | Polen       | 7      |
| 3.    | Deutschland | 3      |
|       | Japan       | 3      |
|       | Norwegen    | 3      |
| 6.    | Finnland    | 1      |
|       | Slowenien   | 1      |

### Frauen
Die Liste enthält sämtliche Skispringerinnen, die ein Springen im Rahmen des Skisprung-Grand-Prix in einer Einzeldisziplin für sich entscheiden konnten. Namen in Fettschrift bezeichnen aktive Athletinnen. Die Liste enthält elf Springerinnen. Stand: 7. Oktober 2023
| Platz | Name                   | Anzahl |
| ----- | ---------------------- | ------ |
| 1.    | Sara Takanashi         | 26     |
| 2.    | Nika Križnar           | 09     |
| 3.    | Urša Bogataj           | 07     |
| 4.    | Ema Klinec             | 03     |
| 5.    | Alexandra Pretorius    | 02     |
| 6.    | Katharina Schmid       | 01     |
|       | Daniela Iraschko-Stolz | 01     |
|       | Yūki Itō               | 01     |
|       | Irina Awwakumowa       | 01     |
|       | Marita Kramer          | 01     |
|       | Eva Pinkelnig          | 01     |

### Mixed-Team
Stand: 8. Oktober 2023
| Platz | Name        | Anzahl |
| ----- | ----------- | ------ |
| 1.    | Japan       | 3      |
|       | Österreich  | 3      |
| 3.    | Deutschland | 2      |
|       | Norwegen    | 2      |